# Kobo Inc.
Rakuten Kobo Inc. (kortweg Kobo) is een Canadees bedrijf dat e-boeken, luisterboeken en e-readers verkoopt. Het hoofdkantoor is gevestigd in Toronto en is een dochteronderneming van het Japanse e-commerce-conglomeraat Rakuten. De naam Kobo is een anagram van het Engelse woord book.

## Techniek
Kobo werkt met elektronisch papier (e-ink)-technologie. Daarbij geeft het scherm zelf geen licht maar werkt het met opvallend licht, vergelijkbaar met bedrukt papier. Vaak is wel verlichting ingebouwd om de teksten ook in het donker te kunnen zien. Er is meestal ook een hard/zacht licht-filter aanwezig. Sommige modellen kunnen via een kleurenfilter ook kleuren weergeven.

## Kobo Shop
Kobo verkoopt op hun site e-books en luisterboeken. Er is ook een abonnement beschikbaar om onbeperkt e-books en luisterboeken te luisteren en te lezen.